# Seren Fosforoğlu
Seren Fosforoğlu (* 1976 in Ankara) ist eine türkische Schauspielerin und Regisseurin.

## Leben und Karriere
Fosforoğlu wurde 1976 in Ankara geboren. Ihr Vater ist der Schauspieler Enis Fosforoğlu. Sie absolvierte die Tourismusabteilung der Universität Istanbul, entschied sich jedoch für eine Karriere in der Schauspielerei. Im Laufe ihrer Karriere hat sie in verschiedenen Theaterstücken mitgewirkt, darunter Beyefendiyi Görmek İstiyorum, Deli und Nafile Dünya. Zudem führte sie bei dem Musical Şimdi Değiş Regie.
Sie war auch im Fernsehen aktiv und spielten in den Serien Kınalı Kar, Fırtına und İhanet mit. 2024 bekam sie eine Rolle in dem Film Adresi Olmayan Ev. Fosforoğlu war mit dem Geschäftsmann Kaan Önal verheiratet. 2023 ließen sie sich scheiden.

## Filmografie
- 2001: Mutlu Yüz Ailesi
- 2002: Kınalı Kar
- 2002: Mihriban
- 2005: Köpek
- 2006: Fırtına
- 2007: Oğlum için
- 2008: Hayat Güzeldir
- 2010: İhanet
- 2024: Adresi Olmayan Ev